# Phytoseius neoamba
Phytoseius neoamba är en spindeldjursart som beskrevs av Edward A. Ueckermann och Loots 1985. Phytoseius neoamba ingår i släktet Phytoseius och familjen Phytoseiidae. Inga underarter finns listade i Catalogue of Life.